# (87) Silvia
(87) Silvia es un asteroide que forma parte del cinturón exterior de asteroides y fue descubierto por Norman Robert Pogson el 16 de mayo de 1866 desde el observatorio de Madrás, la India.

## Designación y nombre
En su obra Los nombres de los planetas menores (The Names of the Minor Planets, 1955), el astrónomo estadounidense Paul Herge (1908-1981) dice que Silvia llamado así en honor de Sylvie Patiaux, primera esposa del astrónomo francés Camille Flammarion. Sin embargo, en el artículo en que se anunciaba el descubrimiento de este asteroide, Pogson explicó que había escogido el nombre en referencia a Rea Silvia, la madre de Rómulo y Remo.

## Características orbitales
Silvia orbita a una distancia media de 3,48 ua del Sol, pudiendo alejarse hasta 3,799 ua y acercarse hasta 3,161 ua. Tiene una inclinación orbital de 10,88° y una excentricidad de 0,0917. Emplea 2371 días en completar una órbita alrededor del Sol. Pertenece a la familia asteroidal de Cibeles.
Los próximos acercamientos a la órbita de Júpiter ocurrirán el 23 de noviembre de 2026, el 19 de julio de 2041 y el 15 de octubre de 2055.

## Características físicas
Silvia es de color muy oscuro y probablemente tiene una composición muy primitiva. El descubrimiento de sus lunas hizo posible una medida exacta de la masa del asteroide (1,1 × 1019 kg) y de su densidad (1,1 g/cm³). Esta densidad es muy baja, lo que sugiere que el asteroide es muy poroso: un 60% de él puede estar vacío.

## Satélites
Silvia tiene dos pequeños satélites asteroidales, bautizados Rómulo y Remo, los hijos de la diosa Rea Silvia.
Rómulo, el primer satélite, fue descubierto el 18 de febrero de 2001 con el telescopio W. M. Keck II de 10 m de Mauna Kea por Michael E. Brown y Jean-Luc Margot del Instituto de Tecnología de California, en imágenes obtenidas en la banda H usando un sistema de óptica adaptativa. Su designación completa es (87) 1 Rómulo; antes de recibir su nombre, era conocido como S/2001 (87) 1. Tiene 18 km de diámetro y orbita a una distancia de 1370 km de Silvia. Tarda en completar la órbita 87,6 horas. Los astrónomos pudieron calcular bien su órbita porque la fotografiaron veintisiete veces a lo largo de dos meses. En doce de dichas imágenes apareció un segundo satélite más pequeña.
El descubrimiento de Remo, el segundo satélite, fue anunciado el 10 de agosto de 2005 por Franck Marchis de UC Berkeley, Estados Unidos, y Pascal Descamps, Daniel Hestroffer y Jérôme Berthier del Observatorio de París, Francia, usando el telescopio Yepun del Observatorio Europeo Austral (ESO) en el Observatorio Paranal, Chile. Su designación completa es (87) 2 Remo; antes de recibir su nombre, era conocido como S/2005 (87) 2. Tiene 7 km de diámetro y su órbita, a una distancia de 710 km, tarda 33 horas en completarse.
Los astrónomos creen que estos satélites se formaron por un impacto en el pasado de otro asteroide con Silvia, tras el cual quedaron atrapados por la gravedad.